# Йозеф Шмаха
Йозеф Шмаха (на чешки: Josef Šmaha) е чешки актьор, режисьор и театрален педагог.

## Биография
Роден е на 2 август 1848 г. в Табор, Чехия. През 1867 г. става част от трупата на Шванда, която играе представления в Прага и Пилзен. По покана на Народния театър в Прага през 1883 г. се присъединява към него. От 1884 г. режисира постановки на пиеси на Александър Островски, Антон Чехов и на опери на Пьотър Чайковски и Джузепе Верди. От 1891 г. преподава актьорско майсторство в Драматичната школа на Народния театър в Прага, същевременно ръководи и собствена драматично-оперна школа.
Поканен е от Министерство на народното просвещение на Княжество България за артистичен директор на Народния театър в София. За периода на своето управление, от 1 януари 1906 г. до края на 1909 г., се осъществяват повече от 30 постановки и се развива педагогическа дейност. През 1910 г. Йозеф Шмаха заедно със съпругата си се връща в Чехия.
Почива на 11 май 1915 г. в Похлад, Чехия.

## Постановки
Йозеф Шмаха поставя на сцената на Народния театър в София множество постановки, по-значимите са:
- „Крал Лир“ и „Ромео и Жулиета“ от Уилям Шекспир;
- „Народен враг“ от Хенрик Ибсен;
- „Мизантроп“ от Молиер;
- „Еснафи“ от Максим Горки;
- „Разбойници“ от Фридрих Шилер;
- „Лес“ от Александър Островски;
- „Севилският бръснар“ от Пиер дьо Бомарше;
- „Иванко“ от Васил Друмев;
- „Вампир“ от Антон Страшимиров;
- „Първите“ и „Зидари“ от Петко Тодоров.[1]